# 目黒区立第一中学校
目黒区立第一中学校（めぐろくりつ だいいちちゅうがっこう）は、目黒区大橋にある区立中学校。東京都立駒場高等学校の隣にある。略称は「目黒一中」または目黒区内のみの場合は「一中」。
英語表記については、正門の校名表記では「DAI-ICHI JUNIOR HIGH SCHOOL」となっているが、標準服では「MEGURO 1st J.H.S」、体育着の場合（体育着の背中にある）でも同様に「MEGURO 1st JUNIOR HIGH SCHOOL」となっている。
各選挙の際、投票所として第一校舎一階の多目的室が使われる。

## 概要
- 校舎の概観はカラフルで、4色（赤、青、橙、緑）の階段が特徴である。
- 校内に緑が多い。
- 校庭は都市部にしては広く、また目黒区で一番広く、直線で100m確保することができる。
- 校庭にはスプリンクラーが設置されている。
- グラウンドの他にラバーコートが設置されている。
- 体育館には冷暖房が設置されている。
- 標準服が2018年度から新しくなった。
- 2009年4月より教科教室型運営を再開した。さらに、同年8月より15の教科教室等にICT機器（プロジェクター・ノート型パーソナルコンピュータ《1つ》・実物投影機）を常設している。
- 目黒区立中学校で最も生徒数が少なく、20年ほど前までは1学年3学級まであったが、現在学級数は例年1学年合計45人程度で2学級。少ない学年では1学年合計35人程度で1学級のみで、多い学年でも1学年55人程度で2学級。但し1学級の場合のみ2つのグループに分けて、AグループとBグループとすることがある。
- 男女比については学年によって異なり、ほぼ同じ学年もあるが、女子が1学年で合計しても1桁のこともある。
- 2020年度から、目黒区と友好都市の石川県金沢市立小将町中学校と交流活動をしている（校区内に旧前田家本邸洋館があることから）。
- 東京都立駒場高等学校の隣にあるため、駒場高校の受験生が間違えてきたり、逆に一中への来客が間違えて駒場高校に行ってしまうことがよくある。

## 沿革
江戸の頃
広々とした丘陵が広がり、目黒は将軍家の鷹狩り（軍事訓練）の場として使われていた。
明治から大正、昭和初期の頃
明治政府が軍事訓練の場（練兵場）として引き継ぎ、徐々に広域化し、騎兵隊練兵場として、大正5年に施設が移転するまで続いた。その後、終戦まで兵学校（実施学校）を中心とした施設があった。
一中のはじまり
東京都民政局世話課の教室（旧陸軍輜重兵学校の兵舎）を借り受けて開校することが決まる。菅刈、駒場、烏森の3
小学校の卒業生が入学。そのため、現在でも校地のほとんどが国有地となっている。
一中の歩み
- 1947年度　
  - 4月1日　目黒区立第一中学校設置許可
  - 4月19日　和田勝治初代校長就任
  - 5月5日　第1回入学式（この日を開校記念日に定める）
- 1949年度　
  - 9月　全校舎（旧兵舎）の改修工事完成
  - 3月31日　第1回卒業生
- 1951年度　
  - 4月7日　学校統計優秀校として、文部省から表彰を受ける
  - 11月3日　校歌制定、校旗寄贈
- 1952年度　
  - 1月16日　第二校舎（木造二階建）完成
- 1953年度　
  - 3月14日　目黒区内最初の講堂兼屋内運動場（木造）完成
- 1954年度
  - 9月1日　第三校舎（木造二階建）完成
- 1955年度
  - 10月1日　栗林光雄第二代校長着任
- 1957年度
  - 5月5日　創立十周年記念式典挙行
- 1958年度
  - 4月1日　分校が独立、目黒区立東山中学校として開設
- 1960年度
  - 4月1日　田辺多命次第三代校長着任
  - 4月1日　プラトーン教科教室型の学校運営の研究開始
- 1961年度
  - 6月14日　第一校舎（鉄筋四階建）第一期工事完成（この日を開校記念日に改める）
  - 10月14日　プール完成（25m 6コース）
- 1962年度
  - 4月1日　目黒区中学校研究協力校（学校経営）に指定
  - 4月1日　女子標準服始（男子は詰襟）
  - 12月　第一校舎完成
- 1963年度
  - 4月1日　プラトーン教科教室型学校経営開始
  - 11月　給食室完成、給食開始
  - 2月25日　研究発表会（学校経営）「プラトーン型学校経営」
- 1964年度
  - 12月　校旗掲揚塔完成、記念碑「君たちに期待する」完成
- 1966年度
  - 4月1日　鶴田功第四代校長着任
- 1967年度
  - 12月15日　目黒区立中学校創立二十周年記念式典挙行
  - 12月　創立二十周年記念誌発刊（PTA）
- 1968年度
  - 体育館改築工事
- 1970年度
  - 4月1日　小泉信好第五代校長着任
- 1972年度
  - 第二校舎西半分改築落成
- 1974年度
  - 4月1日　友田啓四郎第六代校長着任
- 1977年度
  - 5月13日　目黒区立中学校創立三十周年記念式典挙行、本校三年生男子が代表挨拶
  - 5月26日　歌のひろば（全校合唱の時間）が始まる
- 1978年度
  - 4月1日　杉崎三朗第七代校長着任
  - 日ソ交流協会在日大使館婦人授業参観
- 1981年度
  - 4月1日　森清見第八代校長着任
- 1982年度
  - 9月21日　「少年の主張」大会で最優秀賞受賞
- 1984年度
  - 9月30日　第一校舎耐震工事完成
- 1986年度
  - 4月1日　松本國夫第九代校長着任
- 1987年度
  - 11月27日　創立四十周年記念行事実施（第七回卒業生徳光和夫 記念講演）
- 1988年度
  - 11月1日　ラバーコート完成
- 1989年度
  - 4月17日　台湾苓雅国民中学校来校
- 1990年度
  - 6月30日　図書室改修工事完成
  - 9月1日　多目的室完成
  - 9月12日　コンピューター室整備完成
  - 11月1日　音楽室改修工事完成
- 1991年度
  - 4月1日　内池三郎第十代校長着任
- 1992年度
  - 12月22日　第一回目黒川沿清掃奉仕活動
- 1993年度
  - 4月1日　瀬戸徳一第十一代校長着任
  - 7月13日　第二回目黒川沿清掃奉仕活動
  - 12月16日　落葉掃き奉仕活動
- 1994年度
  - 7月11日　目黒川沿地域清掃ボランティア活動
- 1995年度
  - 3月23日　第一回ふれあいコンサート
- 1996年度
  - 3月20日　第二回ふれあいコンサート
- 1997年度
  - 4月1日　工藤豊太第十二代校長着任
  - 9月30日　創立五十周年記念運動会
  - 10月31日　創立五十周年記念行事（能狂言師 善竹十郎 記念講演）
  - 11月1日　創立五十周年記念学芸会
  - 11月15日　目黒区立中学校創立五十周年記念式典挙行
  - 3月15日　生徒会誌柏葉第四九号発刊（創立五十周年記念号）
  - 3月26日　第三回ふれあいコンサート
- 2000年度
  - 4月1日　山崎勉第十三代校長着任
  - 8月24日　学年林間学園（八ヶ岳方面）（部活動林間を学年林間に変える）
  - 11月3日　学習発表会（舞台発表の部）（学芸会を改め今年度から実施）
  - 2月3日　学習発表会（展示発表の部）（学芸会を改め今年度から実施）
- 2001年度
  - 11月13日　道徳地区公開講座（今年度から実施）
- 2002年度
  - 4月1日　増渕裕康第十四代校長着任
  - 8月1日　第一回学校評議員会
  - 8月31日　第二校舎、体育館耐震補強工事
  - 8月31日　普通教室にクーラー設置
- 2003年度
  - 5月26日　ウォータークーラー贈呈式（同窓会より寄贈）
- 2005年度
  - 11月14日　二年生職場体験実施（今年度より）
- 2007年度
  - 今年度より目黒区は三学期制を改め二期制となる
  - 4月1日　佐伯英徳第十五代校長着任
  - 10月9日　六十周年記念横断幕、旗作成「みなの心を一つにし越えろ限界つなげよ絆」
  - 11月8日　目黒区立中学校発足六十周年記念式典
  - 2月25日　駒場小学校、第一中学校研究発表会
  - 3月18日　六十周年記念として同窓会よりテント寄贈
- 2010年度
  - 4月1日　村上昭夫第十六代校長着任
- 2013年度
  - 4月1日　伊藤惠造第十七代校長着任
- 2015年度
  - 8月15日　つばさ学級、給食室室内環境整備工事
- 2017年度
  - 10月12日　目黒区合同創立七十周年記念行事
  - 10月28日　創立七十周年記念式典
- 2018年度
  - 4月1日　小沢進第十八代校長着任
- 2019年度
  - 8月　第一校舎東側、西側トイレ改装工事完成
  - 12月　体育館冷暖房設置工事完成
  - 金沢市立小将町中学校との交流開始
- 2020年度
  - 3年修学旅行の行先が京都・奈良方面から金沢方面に変更
  - 1年校外学習の行先が東京都内から横浜に変更（新型コロナウイルスの影響）

## 行事
4月　
- 前期始業式
- 入学式
- 新入生歓迎会
- 3年目黒区連合音楽鑑賞教室

5月　
- 生徒総会
- 運動会
- 離任式

6月　
- 3年修学旅行
- 前期中間考査
- 1年自然宿泊体験教室
- 薬物乱用防止教室

7月　
- 2年職場体験
- 3年高校授業体験（東京都立駒場高等学校）
- 夏季補充学習教室

9月　
- 前期期末考査
- 生徒会役員選挙
- 目黒区連合体育大会

10月　
- 前期終業式
- 後期始業式
- 学習発表会舞台の部、合唱コンクール
- オリンピックパラリンピック講演会

11月　
- 後期中間考査
- 2年目黒区連合音楽会
- 1年目黒区理科講演会（白川英樹）
- 道徳地区公開講座
- セーフティ教室（LINE株式会社）

12月　
- 2年目黒区いじめ問題に対する子ども会議（目黒区立駒場小学校6年、目黒区立菅刈小学校6年と合同）
- 冬季補充教室

1月
- 目黒区連合展覧会
- 1年・2年校外学習

2月
- 学習発表会展示の部
- 東京駅伝大会
- 後期期末考査

3月
- 3年校外学習（ミュージカル）
- 卒業式
- ふれあいコンサート
- 後期終業式
- 修了式

避難訓練
- 毎月行われる。
- 8月に集団下校訓練が行われる。

生徒会主催
- ユニセフ募金
- 愛のはがき運動
- 赤い羽募金
- はるかのひまわり

整美委員会主催
- 校内落ち葉掃き

奉仕活動
- 目黒川さくらのがく掃き

## 校内施設

### 第一校舎
- 1961年（昭和36年）第一期工事完成
- 1962年（昭和37年）12月完成
- 1984年（昭和59年）9月30日耐震工事完成

1階
- 校長室
- 職員室
- 印刷室
- 保健室
- 相談室
- 給食室
- 多目的室（会議室がないため、職員会議でも使われる

2階
- 東側トイレ
- 受付、玄関
- 事務室
- 下駄箱
- 一中プラザ
- ロッカールーム
- 男子更衣室
- 西側トイレ

3階
- 1年教室
- 2年教室
- 3年教室
- 図書室

4階
- 国語科室
- 英語科室
- 数学科室
- 倉庫、つばさ教室
- 社会科室

注意事項
- 正門から2階の入り口へはアプローチ階段で入る。
- 各学年ごとの階段に分かれていて、各教室はベランダでつながっている。各学級教室の上に教科教室がある。
- 屋上へはどの階段からも行くことができる。
- 1年と国語科室の階段の色は赤。
- 2年と英語科室の階段の色は青（一階にもつながっている）。
- 3年と数学科室の階段の色は橙（一階にもつながっている）。
- 図書室と倉庫、つばさ教室、社会科室の階段の色は緑（一階にもつながっている）。

概要
- 昭和35年～36年に校舎改築（旧校舎の第一校舎を鉄筋校舎に）が決まり、東京大学工学部建築学科の内田祥哉助教授との打ち合わせ、測量が始まり、東洋大学工学部建築学科原広司助教授との共同設計で[1]、プラトーン教科教室型の校舎となっている。また、プラトーン型学校（山形五中）を視察し、校舎構造、教室配置などについて基礎研究をした。
- 昭和37年12月に落成した校舎は、昭和59年9月30日に耐震工事が施され、現在でも近年の生徒数の減少などから教科教室型に戻り、プラトーン型の校舎を生かして使われている。その独特な校舎の教室配置は覚えるのに時間がかかる。[2]
- プラトーン型は1916年からアメリカのミシガン州で実施されたもので、過密学級対策として、施設と教育課程とを調整して教室の利用率を高めることに動機があった。全校の学級を2分団に分け、一方が普通教室を使用している間、他方は運動場、体育館、特別教室を使い、たとえば昼休み時間を挟んで両分団が一斉に交代する。普通教室を使用している「静」の分団は各教室に固定されるが、特別教室や運動場を使用している「動」の分団は時間ごとに分団内を移動する（特別教室から運動場へ移動するというように）。この型では教室総数が少なくてすみ、また特別教室の質を高めることもできる。日本でも第二次世界大戦後の教室不足の時代にいくつかの学校（山形市立第五中学校、東京都目黒区立第一中学校など）で試みられた。しかし、施設を半々に使用する時間割の組み方や適切な教師数の確保が困難なため、現在ではこの例をみることはできない。[3]
- 目黒一中としてのプラトーン型は、昭和37年に第一校舎の第二期工事が完成し、昭和38年4月から「プラトーン＝教科教室型」として実施。A教科（国語科、社会科、数学科、英語科）はホームルームにおいて授業を、B教科も教科教室として毎時間移動して、各教科でも4つの教室を学年別に使用した。また、ホームルームは1学級1教室にするなど反省と改訂を重ねた。

### 第二校舎
- 1972年（昭和47年）西半分落成
- 2002年（平成14年）耐震工事完成

1階
- 特活室
- 体育科教官室
- コンピュータ室
- 生徒会室
- 技術科室
- 技術科準備室

2階
- 理科室
- 理科準備室
- 事務倉庫
- 柔道室
- 美術室
- 美術科準備室

3階
- 視聴覚室
- 視聴覚準備室
- PTA室
- 家庭科調理室
- 家庭科被服室
- 家庭科準備室
- 音楽室
- 音楽科準備室（楽器庫）

注意事項
- トイレは一階にしかない。
- 非常階段が二つ設置されているが、一つは音楽室と美術室からしかつながっていないので、各教室の鍵がないと使えない（一階の技術室は非常口への鍵は必要だが、非常階段自体が外が出口のため問題ない）。

### その他
体育館付近
- 体育館
  - 2002年（平成14年）耐震工事完成
- 体育倉庫
- 女子更衣室
- 男子トイレ
- 女子トイレ
- ラバーコート1面
  - 校庭をならせばもう1面コートを作ることはできる
  - 1988年（昭和63年）完成
- プール
  - 1961年（昭和36年）10月14日完成

第一校舎と第二校舎
- 1階と2階の渡り廊下でつながっている
- 各校舎の間には中庭がある

校庭・校門
- 校庭
- 正門
- 西門

## 委員会活動
各委員は、生徒会本部役員会と選挙管理委員会を除き、各学級から男女2名が選出され、その中から各委員会で委員長、副委員長、書記が決められる。生徒会本部役員は選挙によって決められる。選挙管理委員会は各学級から男女不問で1名が選出され、その中から委員長、副委員長、書記が決められる。基本的には前期と後期で組織が変わる。但し、生徒会本部役員会は後期から翌年前期が任期で、選挙管理委員会は前期のみの設置。
- 生徒会本部役員会
  - 会長1名
  - 副会長2名
  - 総務2名
- 第一学年委員会
- 第二学年委員会
- 第三学年委員会
- 生活委員会
- 保健給食委員会
- 図書委員会
- 整美委員会
- 放送委員会
- 選挙管理委員会
- 運動会実行委員会
  - 運動会前に、体育委員と生徒会本部役員で組織される。スローガン決めなどを行う。
- 学習発表会実行委員会　
  - 学習発表会舞台の部の準備や司会、当日の舞台転換や一部で照明等を行う。各学級から男女不問で二名の選出と、前期生徒会本部役員で組織される。照明に関しては前期放送委員が担当。
- 代表委員会
  - 生徒会本部役員と各学年委員全員、生活・保健給食・図書・整美・放送・体育委員長と前期に限り選挙管理委員長で構成。
- 部長会
- 各部活動の部長で構成。部長会長などはない。活動もほとんどない。
- 尚、２０２４年度から体育委員会は無くなり、体育係と統合した。

かつて設置されていた委員会
- 新聞委員会
- 柏葉委員会
- 緑化委員会
- 保健委員会
- 給食委員会

## 部活動
運動部
- 男子バスケットボール部
- 女子バスケットボール部
- 硬式テニス部
- 野球部（目黒区立東山中学校と合同で、区内の強豪校、かつての強豪校）
- サッカー部（日本工業大学駒場中学校と合同）

文化部
- 吹奏楽部（少人数吹奏楽、かつては東京都吹奏楽コンクールC部門で金賞を多く受賞していた。6年連続受賞の実績あり）
- 合唱部（目黒区立中学校で唯一の設置で、演奏形態は混声合唱）
- 美術部
- パソコン部
- 英語部
- フィールドワーク部

かつて存在していた部活動
- 女子バレーボール部
- 陸上部
- 水泳部
- ストリートダンス部
- 技術部
- マルチメディア部
- 家庭科部
- 演劇部
- ギター部

## 教育目標
教育目標
自主・自立の精神をふまえ、豊かな心をもち、たくましく生きる生徒の育成を目指して、教育を推進する。
1. 自らよく学びよく考え責任をもって実践する生徒
2. 礼儀正しく誠実で思いやりの心をもつ生徒
3. 心身ともに健康でこれからの社会で役立つ生徒

生徒の努力目標
1. 正しい判断と責任ある行動のできる人になろう。
2. お互いの人格を重んじ、礼儀正しい人になろう。
3. 健康で明るく、心の広い人になろう。
4. 学力・体力を高め、社会の役に立つ人になろう。
5. 真理を求め、善を尊び、美を愛する人になろう。

## 教育活動の特色
- 英語で少人数授業の実施
- 数学、1・2年の理科で習熟度別少人数授業の実施
- 学習指導員の配置、つばさ学級の設置
- 国語、数学、英語の放課後補充学習教室の実施
- 定期考査前に国語、数学、英語、理科の土曜補習教室の実施
- 夏季休暇一週目に夏季学習補充教室の実施
- 冬季休暇一週目に冬季学習補充教室の実施
- 教科教室型授業の実施
- 15の教科教室すべてに電子黒板とパーソナルコンピュータとwifiの設置
- オリンピックパラリンピック講演会の実施（元オリンピックパラリンピック選手の講演）
- 留学生との交流
- 年3回の英語検定、年2回の漢字検定、年1回の数学検定の実施

進路関連（3年対象）
- 進路講演会の実施（高校の教師による講演）
- 年2回の進路説明会の実施（進路指導主任による講演）
- 東京都立駒場高等学校への高校授業体験
- 東京都立国際高等学校への高校授業見学
- 地域の方との集団面接練習
- 校長の個人面接練習

## 校歌、校章
校歌
1951年11月3日制定
作詞:草野心平　作曲:伊藤翁介
校章
1947年5月5日制定。目黒一帯の丘陵は武蔵野の一部であり、一中の建つ丘には柏の葉が茂っていたと文献にある。そのことから、柏葉の青くみずみずしさを若人の心とし、ペンは学問のシンボルとして校章内に取り入れた。図案は、当時の東京都立工芸学校の遠藤武に依頼し、創案された。

## 一中音頭
一中音頭とは1957年に創立十周年記念行事の一つとして生徒から歌詞を募集し、当時の音楽教師が曲を作り出来上がった、いわばスクールソングのようなもの。近年では、2017年の開校70周年記念行事の一中祭で、振り付け付きでうたわれた。
作詞:第八期生 松本輝子・松本美智子

## 著名な卒業生
- 小宮山宏
- 徳光和夫[2]
- 藪本雅子
- 佐橋佳幸
デーモン閣下の一年先輩
- デーモン閣下[4]
在校時は、演劇部として活動し、新聞委員会では毎週新聞を発行していた。3年ではギター部としても活動していた。
- 平田オリザ[5][6]
彼が初めて演出を担当した学芸会の劇の主演は、デーモン閣下だった。
- 米本浩一

## 交通
鉄道
1. 東急田園都市線池尻大橋駅から徒歩10分
2. 京王井の頭線駒場東大前駅から徒歩10分
3. 東急東横線中目黒駅から徒歩20分
4. 東京メトロ日比谷線中目黒駅から徒歩20分

バス
1. 東急バス大橋停留所から徒歩5分
2. 東急バス、小田急バス松見坂上停留所から徒歩1分

## 校区
校区
目黒区
1. 駒場1～4丁目全域
2. 青葉台1丁目1～21番、24～29番
3. 青葉台2～4丁目全域
4. 大橋1丁目全域、2丁目1～23番
5. 上目黒1丁目1番、6～15番

進学前小学校
1. 目黒区立駒場小学校
2. 目黒区立菅刈小学校

※目黒区の隣接中学校希望入学制度を使えば、住所地の指定中学校が目黒区立東山中学校と目黒区立目黒中央中学校でも進学可能。その場合の進学前小学校は目黒区立東山小学校、目黒区立烏森小学校、目黒区立中目黒小学校、目黒区立上目黒小学校、目黒区立五本木小学校、目黒区立鷹番小学校となる。

## 学区内の主な施設
博物館など
1. 日本近代文学館
2. 旧前田家本邸洋館
3. 日本民藝館
4. 郷さくら美術館東京
5. 東京目黒美空ひばり記念館

主な公園
1. 駒場公園
2. 駒場野公園
3. 目黒天空庭園
4. オーパス夢ひろば
5. 菅刈公園
6. 西郷山公園

大使館
1. セネガル共和国大使館
2. エジプト・アラブ共和国大使館

教育施設
1. 目黒区立駒場小学校
2. 目黒区立菅刈小学校
3. 東京都立駒場高等学校
4. 東京都立国際高等学校
5. 日本工業大学駒場中学校・高等学校
6. 大学入試センター
7. 東京大学教養学部
8. 東京大学大学院総合文化研究科・教養学部 駒場博物館美術博物館
9. 東京大学駒場リサーチキャンパス（駒場第2キャンパス）
10. 産業能率大学代官山キャンパス
11. 東京音楽大学中目黒・代官山キャンパス
12. 専門学校東都リハビリテーション学院

駅
1. 京王井の頭線駒場東大前駅

その他
1. 警視庁第三機動隊
2. 警視庁第三方面本部
3. 目黒区立駒場体育館
4. 目黒区立大橋図書館
5. 東邦大学医療センター大橋病院
6. 大橋ジャンクション